# Louis de Baradat
Pour les articles homonymes, voir Baradat.
Louis de Baradat (1640-1710), ecclésiastique qui fut évêque de Vabres de 1673 à 1710.

## Biographie
Louis de Baradat est le fils François de Baradat et de Gabrielle de Coligny et le neveu d'Henri de Baradat qui fut exilé pendant plusieurs années pour avoir provoqué en duel le commandeur de Souvré dans la chambre du roi, mais qui rentra en faveur en 1632.
Il fut tenu sur les fonts baptismaux par Louis XIV et Anne d'Autriche et à l'âge de 12 ans, en 1652. 
Il succéda à son oncle comme abbé commendataire de Clermont, y alla assez fréquemment et séjourna surtout à Laval. Un banc lui fut même concédé dans l'église Saint-Vénérand, dont il était bienfaiteur (1697). 
Nommé évêque de Vabres en 1673, confirmé le 12 juin 1673. Il est sacré le 31 décembre 1673 dans l'église des Bénédictins de Vitré, par Denis de La Barde, évêque de Saint-Brieuc, assisté des évêques de Saint-Malo et de Saint-Pol-de-Léon.
Il meurt le 17 mars 1710 et a sa sépulture dans la cathédrale Saint-Sauveur de Vabres-l'Abbaye.